# Coccophagus piceae
Coccophagus piceae is een vliesvleugelig insect uit de familie Aphelinidae. De wetenschappelijke naam is voor het eerst geldig gepubliceerd in 1956 door Erdös.